# Anthony Vignès
Pour les articles homonymes, voir Vignes.
Anthony Vignès, né le 8 mai 1988 à Quimper, est un coureur cycliste français. Il a notamment remporté son championnat régional et une étape du Tour de Bretagne en 2011,.

## Palmarès et résultats

### Palmarès par année
- 2009
  - 2ea et 4e étapes du Tour de Martinique
  - 2e du Tour de Martinique
- 2010
  - Tour de La Réunion :
    - Classement général
    - 4e et 6e (contre-la-montre) étapes

  - 3e du Tour de Gironde
  - 3e des Trois Jours de Cherbourg
- 2011
  -  Champion de Bretagne sur route
  - 6e étape du Tour de Bretagne
  - 1re étape du Tour Nivernais Morvan (contre-la-montre par équipes)
  - 2e du Tour Nivernais Morvan
- 2012
  - Tro Div Ster
  - Grand Prix d'Auray
  - 3e étape du Trophée Aven Moros
  - 6e étape de la Ronde finistérienne
- 2013
  - Circuit du Printemps
  - Grand Prix d'Auray

### Classements mondiaux
| Année            | 2009 | 2010 | 2011 |
| ---------------- | ---- | ---- | ---- |
| UCI America Tour | 54e  |      |      |
| UCI Europe Tour  |      | 501e | 630e |